# Uta Frith
Uta Frith (25 de mayo de 1941) es una psicóloga del desarrollo que trabaja en el Instituto de Neurociencia Cognitiva en el University College de Londres.
Pionera en la investigación del autismo y la dislexia. Su libro Autismo. Hacia una explicación del enigma es, en palabras de Ángel Rivière, un clásico en este tema.
A ella se debe la primera traducción completa al inglés del artículo de Hans Asperger de 1944.

## Aportes
Desde el ámbito de la psicología cognitiva ha realizado aportes fundamentales a la disciplina de la neurociencia para profundizar en la investigación de los trastornos del espectro autista (TEA).
Entre ellos, podemos contar la aplicación del concepto de teoría de la mente al estudio del autismo, junto con Simon Baron-Cohen y Alan Leslie. Esta teoría intenta explicar la deficiencias que presentan las personas autistas en la comunicación y la cognición social.
Además en 1989 formuló la teoría de la coherencia central débil para explicar la dificultad de las personas con trastornos del espectro autista para captar los estímulos y el discurso de forma global. Esta teoría será puesta a prueba por Joliffe y Baron-Cohen en una investigación sobre adultos autistas y personas Asperger.